# Rio Goeşti
O Rio Goeşti é um rio da Romênia, afluente do Albeşti, localizado no distrito de Iaşi.